# Desene animate cu Mașini: Povestirile lui Bucșă
Desene animate cu Mașini: Povestirile lui Bucșă (în engleză: Cars Toons) este o serie de televiziune americană de filme de scurt metraj computerizate de Pixar și Walt Disney Television Animation. În rolurile principale sunt Fulger McQueen și Bucșă de la Cars. Larry the Cable Guy își reia rolul de Mater, în timp ce Keith Ferguson îl înlocuiește pe Owen Wilson ca Lightning McQueen (până la The Radiator Springs 500 ½ când Wilson își reia rolul). În România, seria s-a difuzat pe Disney Channel în timpul pauzelor publicitare.